# Handerovycja
Handerovycja (ukrajinsky a rusínsky Гандеровиця, maďarsky Klastromfalva, česky a slovensky  Handerovice) je vesnice v obci Stanovo, ve vesnické komunitě Vyšný Koropec (ukrajinsky Верхній Коропець), v mukačevském okrese Zakarpatské oblasti Ukrajiny. V roce 2025 zde žilo 284 obyvatel.

## Historie
Ves pod názvem Klastrom Falwa byl poprvé zmíněna v roce 1645. Do uzavření Trianonské smlouvy byla ves součástí Uherska, poté byla součástí Československa. V roce 1921 zde stálo 40 domů a žilo 244 obyvatel, z toho 236 Rusínů a 8 Židů. Od roku 1945 byla Handerovycja součástí Ukrajinské sovětské socialistické republiky, která byla jednou ze svazových republik Sovětského svazu, nakonec od roku 1991 je součástí samostatné Ukrajiny.